# Gísladóttir
Gísladóttir ist ein weiblicher isländischer Name.

## Bedeutung
Der Name ist ein Patronym und bedeutet Gíslis Tochter. Die männliche Entsprechung ist Gíslason (Gíslis Sohn).

## Namensträgerinnen
- Barbára Sól Gísladóttir (* 2001), isländische Fußballspielerin
- Guðrún Gísladóttir (* 1954), isländische Schauspielerin
- Hallbera Guðný Gísladóttir (* 1986), isländische Fußballspielerin
- Hallgerður Gísladóttir (1952–2007), isländische Ethnologin, Anthropologin und Dichterin
- Ingibjörg Sólrún Gísladóttir (* 1954), isländische Politikerin